# إيرفين ماكدويل
إيرفين ماكدويل (بالإنجليزية: Irvin McDowell) هو ضابط أمريكي، ولد في 15 أكتوبر 1818 في كولومبوس في الولايات المتحدة، وتوفي في 4 مايو 1885 في سان فرانسيسكو في الولايات المتحدة.

## وصلات خارجية
- إيرفين ماكدويل على موقع الموسوعة البريطانية (الإنجليزية)
- إيرفين ماكدويل على موقع إن إن دي بي (الإنجليزية)